# René-Charles de Breslay
René-Charles de Breslay (1658 - 4 décembre 1735) est un prêtre, missionnaire sulpicien canadien. Très actif dans les missions, il exerça le ministère de vicaire général de Québec.

## Biographie
Docteur de Sorbonne, il arriva le 3 août 1694 et fut employé à la desserte de Montréal. Le 13 janvier 1700, il bénit la fosse de la sœur Marguerite Bourgeoys, fondatrice de la Congrégation de Notre-Dame. Il fit plusieurs voyages en France, de 1707 à 1717, et obtint du secours pour les missions. 
En 1721, avec l'agrément de Mgr de Mornay, coadjuteur de l'évêque de Québec, il exerça le saint ministère dans les îles Saint-Jean, aux îles de la Madeleine, à Miscou, à la rivière Laurombec et d'autres endroits dans le golfe du Saint-Laurent. De novembre 1724 à juin 1731, il fut curé de Port-Royal. En 1723, il se rendit à l'Île aux Tourtes. 
Dans une lettre au ministre-secrétaire d'état, en 1724, M. de Vaudreuil dit: « Le P. Bresslé, missionnaire des Algonquins et des Nipissings, à l'Île-aux-Tourtes, où il a fait faire une église et une maison, avait amené un prêtre (M. Elie Duperet) qui y a toujours demeuré. »    Il mourut en France, le 4 décembre 1735.